# Kequyen Lam
Kequyen Lam (Macau, 3 de outubro de 1979) é um esquiador de fundo e snowboarder luso-canadiano. Foi o porta-estandarte de Portugal, representando o país no esqui de fundo dos Jogos Olímpicos de Inverno de 2018.

## Biografia
Nascido em Macau durante a administração portuguesa do território, Kequyen Lam é filho de pais chineses que fugiram de barco do Vietname durante a Guerra sino-vietnamita, partindo para Macau. Com três meses, a sua família mudou-se para Abbotsford, na Colúmbia Britânica, no Canadá.
Kequyen Lam tentou competir nos Jogos Olímpicos de Inverno de 2014, mas não conseguiu por causa de uma fratura óssea.